# Xanthorhoe fuscata
Xanthorhoe fuscata är en fjärilsart som beskrevs av Nordström 1935. Xanthorhoe fuscata ingår i släktet Xanthorhoe och familjen mätare. Inga underarter finns listade i Catalogue of Life.